# 博德雷蒙
博德雷蒙（法語：Baudrémont，法語發音：[bodʁemɔ̃]）是法国默兹省的一个市镇，属于科梅尔西区。

## 地理
博德雷蒙（48°50'23"N, 5°23'16"E）面积6.81 平方千米，位于法国大東部大區默兹省，该省份为法国西北部内陆省份，北与比利时接壤，西接马恩省和阿登省，南至上马恩省和孚日省，东临默尔特-摩泽尔省。
与博德雷蒙接壤的市镇（或旧市镇、城区）包括：巴鲁瓦地区库尔塞勒、日梅库尔、小克尔、勒翁库尔、艾尔河畔利涅尔。

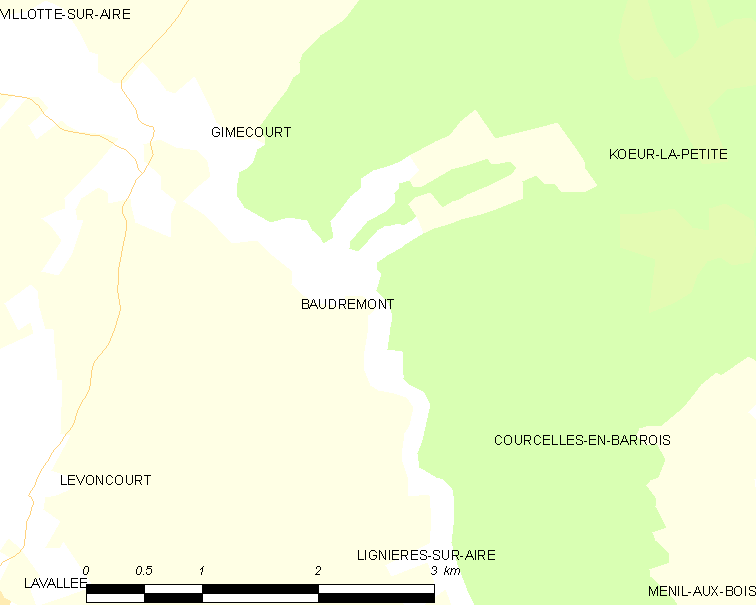
博德雷蒙的OSM定位图

博德雷蒙的时区为UTC+01:00、UTC+02:00（夏令时）。

## 行政
博德雷蒙的邮政编码为55260，INSEE市镇编码为55032。

## 政治
博德雷蒙所属的省级选区为默兹河畔迪约县。

## 人口

1962-2008年间博德雷蒙人口变化图示

博德雷蒙于2022年1月1日时的人口数量为41人。